# Lista de membros da Royal Society eleitos em 1917
Esta é uma lista de Membros da Royal Society eleitos em 1917.

## Fellows
1. James Hartley Ashworth
2. Sir Leonard Bairstow
3. Grenville Cole
4. Charles Frederick Cross
5. Henry Drysdale Dakin
6. Arthur Stewart Eve
7. Sir Herbert Jackson
8. John Smyth Macdonald
9. John William Nicholson
10. Sir Robert Howson Pickard
11. Charles Tate Regan
12. Sir Robert Robertson
13. Sir Edward John Russell
14. Samuel George Shattock
15. Frederick Ernest Weiss